# Älvsunda herrgård

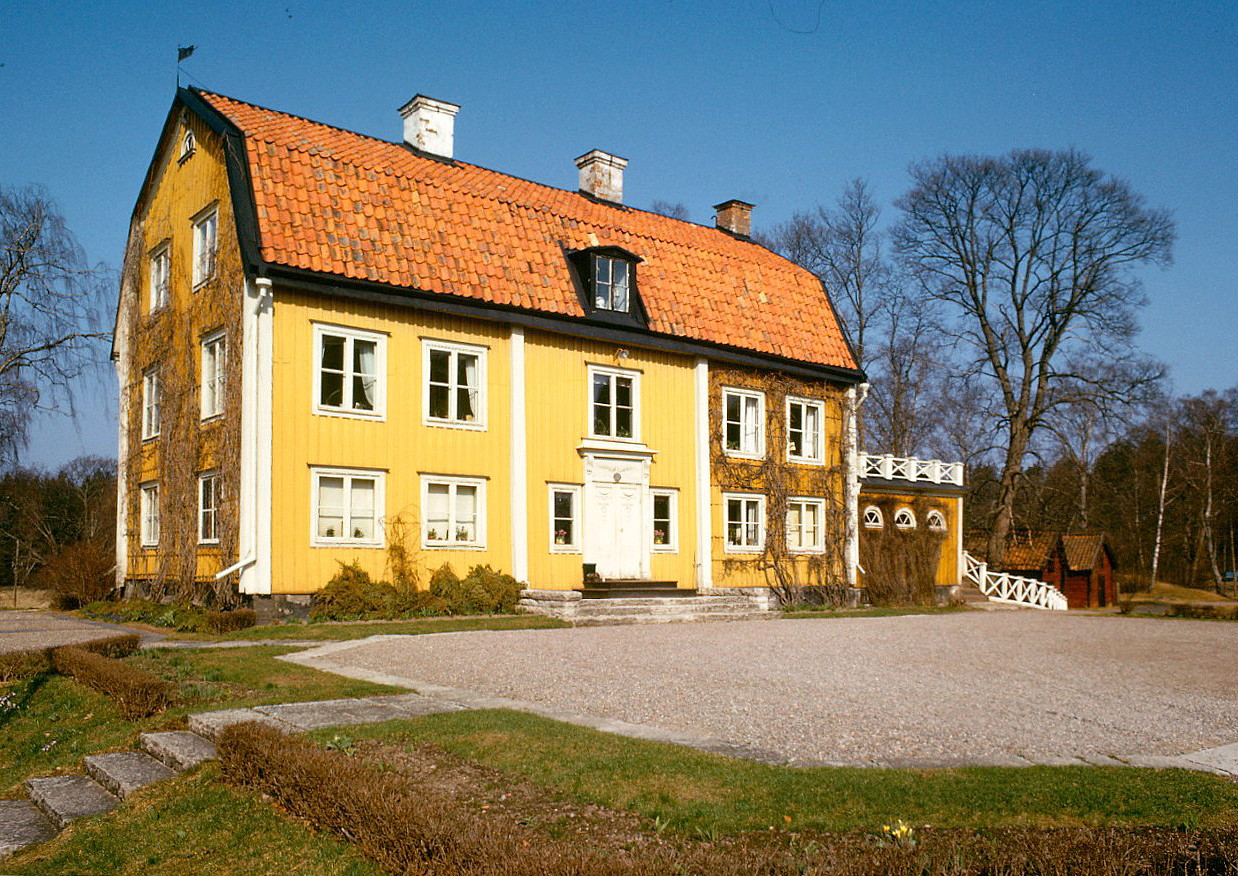
Älvsunda gårds huvudbyggnad 1967.

Älvsunda (äldre stavning Elfsunda och Erlesunda) är en herrgård och ett tidigare säteri öster om Edssjön i Eds socken, Upplands-Väsby kommun, Stockholms län.

## Historik

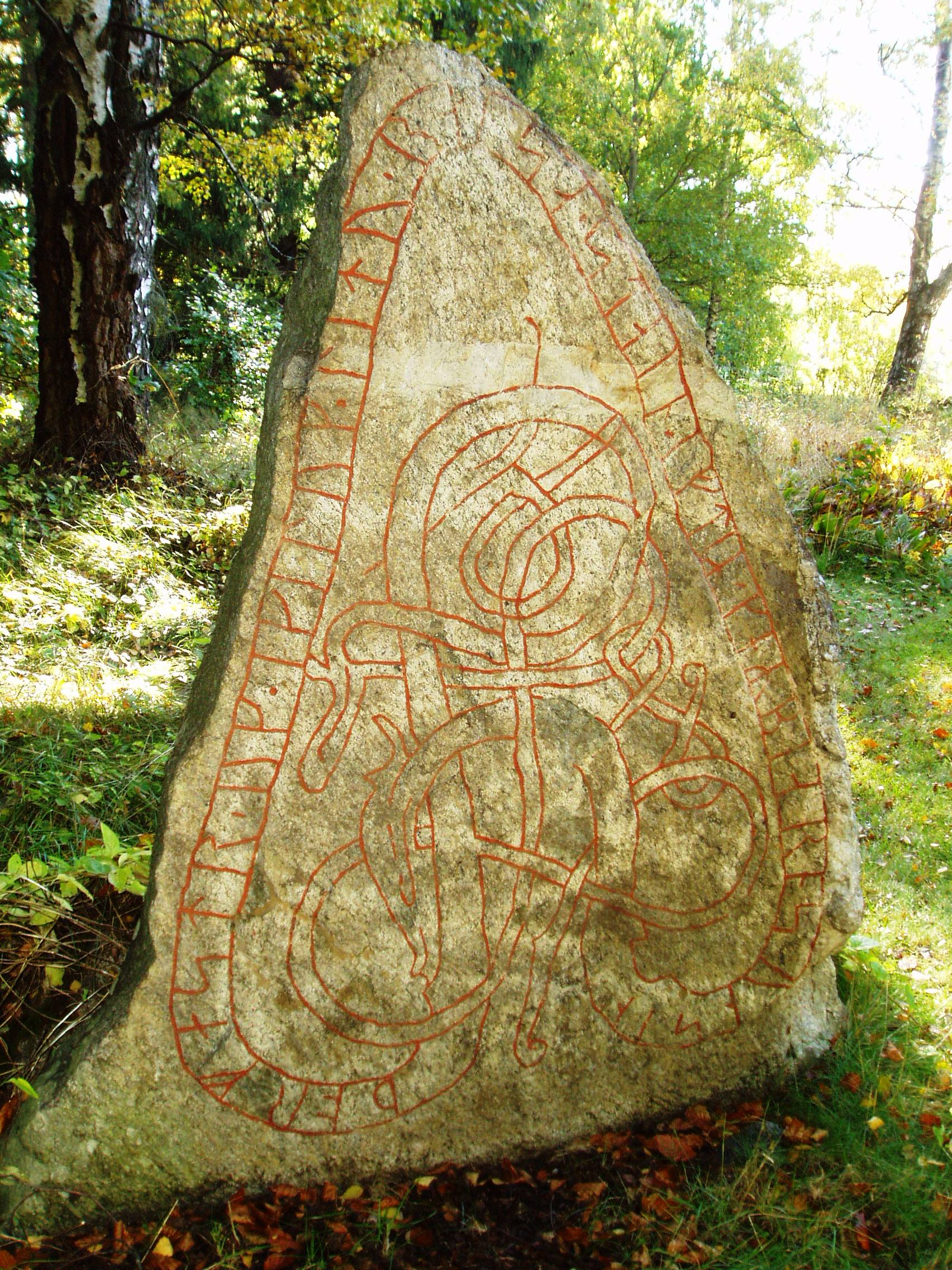
Runsten U 117.

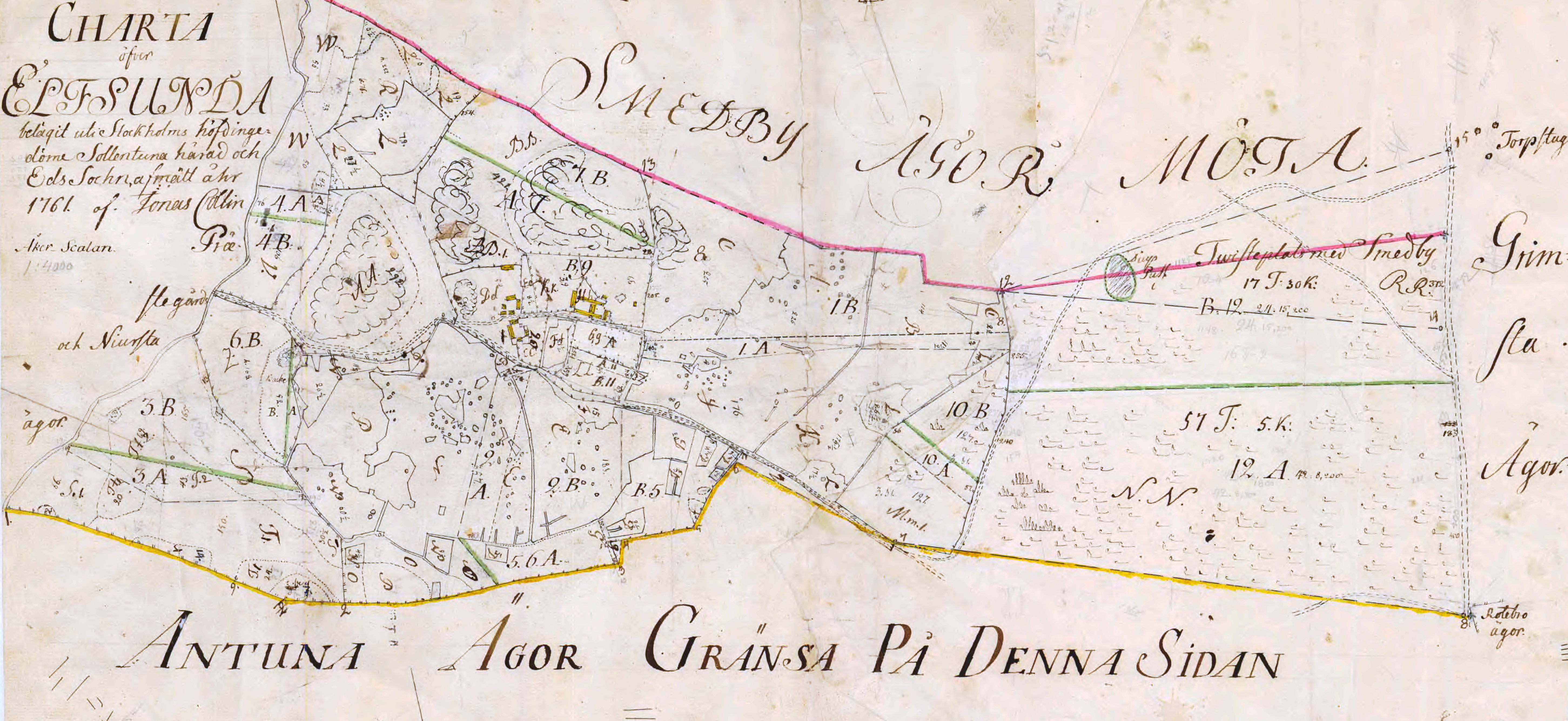
Elfsundas ägor 1801.

Talrika fornlämningar i form av gravhögar och runstenar vittnar om att platsen var bebodd åtminstone från järnåldern och framåt. Utanför gårdens huvudbyggnad finns runstenen Upplands runinskrifter 117. Inskriptionen lyder: Torfast och Ingelög lät resa stenen efter Gerbjön, sin son. Stenen är daterad till cirka 1070–1100 och står på sin ursprungliga plats.
Älvsunda omnämns första gången i skrift år 1299 som arløghasund. Älvsunda bestod ursprungligen av tre mindre gårdar som på 1600-talet tillhörde släkterna Wrangel och Stenbock. Vid storskiftet 1761 ägdes det ena hemmandet av läkaren Urban Hjärne. Under 1700-talets andra hälft förvärvades egendomen av krigskommissarien Carl Gustaf Almquist som samtidigt även ägde granngården Antuna, där han även avled 1846.
Den nuvarande huvudbyggnaden på Älvsunda uppfördes 1826 i gustaviansk stil på uppdrag av snörmakaren A.W. Schmidt från Stockholm. Han förvärvade även de båda andra gårdarna i byn och förvandlade Elfsunda (som det då hette) till en mera ståndsmässig bebyggelse. Han lät bygga ladugård, lada, bränneri, tröskverk och nyttjade de gamla bondgårdarnas ekonomibyggnader som stall och loge.
Bland senare ägare märks grosshandlaren Gottlieb Fredrik Smerling (1783–1856) som köpte stället 1835. Han var delägare i handelshuset Pauli & Co och behöll gården till sin död. Hans arvingar sålde sedan egendomen till justitierådet Axel Fredrik Gyllenhammar. På 1880-talet blev Älvsunda en av gårdarna som industrimannen Carl Frans Lundström, grundare av svensk tändsticksindustri, integrerade i ett storgods som omfattade förutom Älvsunda även Bisslinge och Antuna som huvudgård. Efter Lundströms död 1917 gick gården till dennes barnbarn, men inlöstes av riksantikvarien Sigurd Curman. Han överlät Älvsunda till sin första hustru Signhild. På 1970-talet var hennes barnbarn ägare.